# Berlin (Lou Reed)
Berlin (1973) è il terzo album da solista di Lou Reed, pubblicato dopo l'album di grande successo Transformer. Sorprendente è la scelta dell'artista di porre Berlin in netto contrasto con il disco precedente; difatti a differenza di Transformer, si pone come un disco dai toni distintamente lugubri e drammatici.
Berlin, inizialmente di scarso successo, negli anni a venire raggiunse un certo prestigio tra gli appassionati, e oggi alcuni lo considerano uno dei migliori concept album degli anni 70.
Nel 2007 Lou Reed intraprese un tour mondiale, che ha toccato anche l'Italia, dedicato proprio a questo album, con un gruppo comprendente anche Steve Hunter, un coro di voci bianche e una piccola orchestra.

## Il disco
L'idea per la tematica dell'album nacque quando il produttore Bob Ezrin disse a Lou Reed che sebbene le storie raccontate nelle sue canzoni avessero dei grandi inizi – non avevano mai una conclusione vera e propria. Nello specifico, Ezrin era curioso di sapere cosa era capitato alla coppia di Berlin – una delle canzoni del primo album solista di Reed. 
Per ironia della sorte, fu proprio Ezrin, il produttore del disco, che ebbe un mezzo esaurimento nervoso durante le sedute di registrazione dell'album, si dice dovuto alle atmosfere decadenti e ultra depressive del disco in questione.
L'album era stato originariamente concepito per essere un doppio vinile e venne solo successivamente ridotto a disco singolo dietro imposizione della casa discografica. I tagli apportati riguardano principalmente le code strumentali dei brani. Una versione della canzone Berlin più lunga di due minuti è comparsa nella versione Stereo 8 dell'album.

### Contenuti
Il disco è una sorta di concept album circa una coppia di sfortunati amanti nella Berlino degli anni settanta, che tocca temi scottanti quali l'abuso di droghe, la violenza domestica sulle donne e la depressione più nera che porta al suicidio. L'idea del disco, scaturita dall'omonimo brano presente nel primo disco solista di Reed, fu inizialmente proposta dal produttore Bob Ezrin e sposata fin da subito dall'ex Velvet Underground. All'epoca della sua uscita, il responso del pubblico e della critica non fu particolarmente positivo. Nonostante l'album avesse raggiunto la settima posizione in classifica in Gran Bretagna, il miglior risultato di sempre per Lou Reed, le vendite scarse negli Stati Uniti (dove raggiunse appena la 98ª posizione) e forti critiche circa l'atmosfera troppo deprimente dell'album fecero sì che il disco venne considerato ai tempi un fallimento rispetto ai fasti commerciali di Transformer. Con il passare del tempo, il disco è stato molto rivalutato sia dalla critica sia dal pubblico e qualcuno lo considera addirittura il vero capolavoro di Lou Reed.
Musicalmente, Berlin si differenzia fortemente dal resto delle opere di Reed, a causa dell'uso di pesanti arrangiamenti orchestrali, fiati, archi e musicisti di stampo classico. Come musicista, sul disco Reed si limita solo a suonare la chitarra acustica.
Inoltre i musicisti scelti per questo concept album sono di prim'ordine. Si possono notare Jack Bruce ex-Cream, l'ex-bimbo prodigio Steve Winwood, Aysley Dunbar che aveva precedentemente lavorato per Frank Zappa, Wagner e Hunter membri degli Alice Cooper e i Brecker Brothers.

### Descrizione dei brani
Come nei precedenti due album di studio di Reed, Berlin rielabora svariate canzoni che erano state scritte e registrate precedentemente. La title track dell'album apparve dapprima nel suo primo disco solista, per poi ricomparire con un testo diverso, in una tonalità diversa, e ri-arrangiata per pianoforte. Oh, Jim è una riscrittura di un brano dei Velvet Underground mai pubblicato, Oh, Gin. Caroline Says (II) è una rielaborazione di Stephanie Says altro "scarto" dei Velvet. Anche Sad Song, con un testo molto più lungo, era anch'essa nel repertorio di studio della band. Infine Men of Good Fortune era stata provata con i Velvet all'inizio del 1966.
Il brano The Kids parla del momento nel quale alla protagonista femminile, Caroline, vengono portati via i figli dai servizi sociali, e contiene il suono del pianto dei bambini costretti a lasciare la propria madre. I The Waterboys hanno preso il nome da una strofa di questa canzone.

## Tracce
- Tutte le canzoni sono state scritte da Lou Reed; arrangiamenti di Bob Ezrin e Allan Macmillan.

Lato 1
1. Berlin – 3:23
2. Lady Day – 3:40
3. Men of Good Fortune – 4:37
4. Caroline Says I – 3:57
5. How Do You Think It Feels – 3:42
6. Oh, Jim – 5:13

Lato 2
1. Caroline Says II – 4:10
2. The Kids – 7:55
3. The Bed – 5:51
4. Sad Song – 6:55

## Formazione
Artista
- Lou Reed - voce, chitarra acustica

Altri musicisti
- Michael Brecker - sassofono tenore
- Randy Brecker – tromba
- Jack Bruce – basso (eccetto Lady Day e The Kids)
- Aynsley Dunbar – batteria (eccetto Lady Day e The Kids)
- Bob Ezrin – pianoforte; mellotron
- Steve Hunter – chitarra elettrica
- Tony Levin – basso in The Kids
- Allan Macmillan – pianoforte in Berlin
- Gene Martynec – chitarra folk; sintetizzatore; basso in Lady Day; arrangiamento vocale in The Bed
- Jon Pierson – trombone basso
- Dick Wagner – chitarra elettrica; background vocals
- Blue Weaver – pianoforte in Men of Good Fortune
- B.J. Wilson – batteria in Lady Day e The Kids
- Steve Winwood – organo; harmonium
- Bob Ezrin, Dennis Ferrante, Steve Hyden, Elizabeth March, Lou Reed, Dick Wagner – coro

## La traccia "perduta"
Nelle prime copie del disco in versione Stereo 8, era presente un breve pezzo strumentale al pianoforte, senza titolo, posizionato tra i brani Berlin e Lady Day, che comparve anche nelle prime copie in cassetta dell'album, ma che non venne mai incluso in tutte le successive versioni in vinile o compact disc di Berlin. Non è stata mai fornita una spiegazione ufficiale all'omissione del passaggio strumentale in questione. Nel 2006, quando Reed eseguì dal vivo l'intero album al St. Ann's Warehouse di New York, lo strumentale venne reinserito, ma questa volta prima di Caroline Says II, suggerendone l'originale collocazione iniziale nella sequenza delle tracce.

## Accoglienza critica
| Recensione                    | Giudizio              |
| ----------------------------- | --------------------- |
| AllMusic                      | [ 6 ]                 |
| Chicago Tribune               | [ 7 ]                 |
| Creem                         | C                     |
| Encyclopedia of Popular Music | [ 9 ]                 |
| Pitchfork                     | 9.2/10                |
| Q                             | [ 11 ]                |
| The Rolling Stone Album Guide | [ 12 ]                |
| Spin                          | [ 13 ]                |
| Piero Scaruffi                | 7/10                  |
| Ondarock                      | 9/10 (pietra miliare) |

Il giornalista musicale Stephen Davis, in una recensione datata dicembre 1973 per Rolling Stone, scrisse che l'album era un "disastro"; egli non gradiva l'atmosfera malsana costituita da "paranoia, schizofrenia, degrado, violenza domestica e suicidio" che trasuda dall'opera, e nemmeno il cantato "parlato e urlato" di Reed. Robert Christgau nel febbraio 1974 scrisse sulla rivista Creem che la storia di "due tossici sadomasochisti nella decadente Berlino" era "disgustosa" e che la musica era "appena passabile".
Berlin raggiunse la settima posizione in classifica in Gran Bretagna (miglior risultato per un album di Lou Reed fino a Magic and Loss del 1992). Le vendite andarono peggio negli Stati Uniti (n. 98) dove la critica massacrò l'album soprattutto per i suoi contenuti lirici ritenuti troppo deprimenti. Tuttavia, nonostante le critiche negative alla sua uscita, con il passare degli anni l'album è stato molto rivalutato e attualmente viene considerato da critica e pubblico tra i capolavori di Lou Reed. Alcune delle tracce del disco, come Berlin, Lady Day, Caroline Says I, How Do You Think It Feels, Oh, Jim, The Kids, The Bed e Sad Song sono state più volte eseguite dal vivo in concerto da Reed. La rivista Rolling Stone ha inserito Berlin al 344º posto della sua lista dei 500 migliori album.